# Dimovo (obchtina)
Dimovo (bulgare : Димово) est une obchtina de l'oblast de Vidin en Bulgarie.